# مردی با بچه‌ای در چشم‌هایش
«مردی با بچه‌ای در چشم‌هایش» (به انگلیسی: The Man With The Child In His Eyes) تک‌آهنگی از کیت بوش خواننده/ترانه‌سرای اهل بریتانیا است که در ۲۶ مه ۱۹۷۸ منتشر شد.